# Григорій Санґушко
Григорій Сангушко (*бл. 1566 — 1601) — державний діяч, урядник Речі Посполитої.

## Життєпис
Походив з Кошерської (Каширської) гілки литовсько-українського роду Сангушків гербу Литовська Погоня. Єдиний син Лева Сангушки, князя Кошерського, та Ганни Остики. Народився близько 1566 року. У 1571 році втратив батька, а до 1584 року — матір. Після цього перебував під опікою князя Костянтина Острозького, воєводи Київського, який у 1583 році наділив Григорія Сангушко маєтностями Гороховим, Марковичами, Старим Ставом, Перемилью, Підлісоким і Смолянами. У тому ж самому році князь Григорій Кошерський значився власником маєтностей Камінь з селами Врокомля, Видерта, Глушек, Ольбель, Полич; Мезов з селами Божов, Щеремчін і Старий Кошер з селами Крубель, Червоне, Дуби, Городелець в повіті Володимирському.
Водночас вимушений був вступити у судову тяганину з родичами по материнській лінії — князем Юрієм Друцьким-Соколинським, старостою Озерінськім, за Віршиловський палац у Вільно. Його отримав ще батько Григорія від своєї тещі Ганни Соколинської з роду Друцьких-Любецьких, отриманих нею від першого чоловіка Миколи Остики. У 1584 році видано королівське рішення на користь Сангушки.
У 1591 році судився з Янушем Заславським, звинувачуючи його в заподіянні шкоди при нападі на Локацький замок, а також захопленні різного майна й знищенні паперів. 1592 року сам здійснив наїзд на села Врокомля й Мезів, що були в заставі Кирила Терлецького, єпископа луцького. Водночас стає одним з покровителів Віленського братства.
У 1593 році оженився на представниці роду Головчинських, отримавши як посаг 14 000 коп. грошей. У 1595 році Григорій Сангушко поступається своєму швагру Яну Абрамовичу, воєводі Мінському, президенту[джерело?] Дерптському, старості Людський і Веденському, права свої на садибу Кобилинки в повіті Ошмянському, яка дісталася в спадок йому і Яну Григоровичу Остіку від їхнього діда каштеляна Віленського Григорія Остики і від вдови його Анастасії Мстиславської, а потім перейшла князям Збаразьким. 1596 року надав дарчу грамоту Миколаю Топчевському на фільварок Криштофчики.
Григорій Львович Сангушкович-Коширський, отримуючи спадок свого прапрадіда Івана Литавора Хребтовича, довів, що є сином Анни Остики, онуком Миколи Остика, правнуком Анни Хребтович, дружини Юрія Остика і праправнуком Івана Литавора Хребтовича. У 1597 році призначається любачівським каштеляном. Перебував на посаді до 1598 року, коли став брацлавським каштеляном. 1599 році був учасником зібрання православної та протестантської шляхти у Вільно, де підписав Акт конфедерації про спільний захист проти гонінь з боку католицької церкви.
26 липня 1600 року князь Григорій Сангушко-Кошерський і Софія Головчинська надали магдебурзьке право для міста Горохова. Для грамота була підтверджена 10 березня 1601 року королем Сигізмундом III на вальному сеймі у Варшаві. Міщани звільнялися від присуду урядників, і громада отримала право щороку обирати з людей гідних, знаючих право та в місті осілих, райців, бурмистра і лавників. Обрані мали скласти присягу згідно з нормами магдебурзького права. За цими нормами зобов'язані були судитися міщани як між собою, так і з різного стану приїжджими людьми. Незначні справи вартістю до 20 злотих залишалися без апеляції. Дозволено вільно продавати і дарувати будинки, сіножаті, городи, фільварки. Місту князь надав 48 волок землі (з них 2 волоки священику і одна – дяку). Слуги замкові та шляхтичі, якщо б мали будинки в місті, то повинні бути під міською юрисдикцією, а всі попередньо видані їм листи-звільнення скасовувалися. Водночас горохівські жиди, яким виділено окрему вулицю з ринку, залишалися під владою князя. Того ж року Григорій Сангушко передав в оренду двом торчинським жидам свої права у місті Горохів з околицями на 3 роки за 40 тис. польських злотих. 
1601 року разом з іншими волинськими православними магнатами виступив на захист Львівського братства. У містечку Полонному 20 вересня 1601 року Григорій Сангушко, вже хворим, виїжджаючи в Сандомир на лікування, написав заповіт, у якому йдеться про розпорядження майном і коштами, забезпечення дружини й доньок. Помер наприкінці того ж року.

## Родина
Дружина — Софія, донька князя Ярослава Головчинського.
Діти:
- Адам-Олександр (1590—1653), воєвода подольський, волинський
- Олександра (1594—1625), черниця Львівського бенедиктинського монастиря
- Ганна, дружина Єжи Красинського, старости долинського